# پیز کامبریالاس
پیز کامبریالاس (به لاتین: Piz Cambrialas) یک کوه در سوئیس است که در کانتون گراوبوندن واقع شده‌است. پیز کامبریالاس ۳٬۲۰۸ متر بالاتر از سطح دریا واقع شده‌است.